# Esquelet humà

Principals ossos de l'esquelet humà

L'esquelet humà és l'esquelet dels éssers humans. L'adult és format per 206 o més ossos, alguns dels quals són fusionats (com ara els de la pelvis i els del crani) que es complementen amb els lligaments, tendons, músculs, i al voltant d'un 22% del pes dels ossos és aigua. L'os més gran del cos humà és el fèmur, i el més petit, l'estrep, a l'orella interna.
No tots els ossos estan directament interrelacionats: n'hi ha tres en cadascuna de les orelles mitjanes, anomenats "ossicles", que només s'articulen els uns amb els altres. L'os hioide, que es troba al coll i serveix com a punt d'ancoratge per a la llengua, no s'articula amb cap altre os del cos, i només compta amb el suport dels músculs i lligaments.

## Desenvolupament
En els inicis de la gestació, un fetus té un esquelet cartilaginós, a partir del qual es formen gradualment els ossos llargs; la majoria dels altres ossos ho fan durant la resta del període de gestació i durant uns anys després del naixement, en un procés anomenat ossificació endocondral. Els ossos plans del crani i de les clavícules es formen a partir de teixit connectiu en un procés conegut com a ossificació intramembranosa, i l'ossificació de la mandíbula es produeix en la membrana fibrosa que cobreix les superfícies exteriors dels cartílags de Meckel.
En néixer, un nadó té aproximadament 300 ossos, mentre que, de mitjana, un adult en té 206 (aquestes xifres poden variar lleugerament d'un individu a un altre). La diferència prové d'un seguit de petits ossos que es fusionen durant el creixement, com el sacre i el còccix de la columna vertebral. El sacre (l'os que es troba a la base de la columna vertebral) consta de cinc ossos, separats en el moment del naixement, però que, en anys posteriors, es fusionen en una estructura sòlida. Un nadó neix amb ossos de cartílag, anomenats plaques epifisials, entre els segments d'os per a permetre el creixement posterior. El creixement longitudinal de l'os acaba quan l'os de l'epífisi es fusiona amb la diàfisi. Aquest procés, anomenat "tancament de la placa epifisial", es produeix al voltant dels 18 anys en les dones i dels 21 en els homes.

## Organització
Gran part de l'esquelet humà manté l'estructura bàsica primitiva en segments present a tots els vertebrats (mamífers, aus, peixos, rèptils i amfibis), en la qual es repeteixen les estructures bàsiques. Aquesta estructura en segments és particularment evident en la columna vertebral i en la caixa toràcica. Els ossos s'organitzen en un eix longitudinal, l'esquelet axial, al qual s'ajunta l'esquelet apendicular.

### L'esquelet axial

L'esquelet axial

L'esquelet axial (80 ossos) està format per:
- La columna vertebral (26 ossos):
  - 7 vèrtebres cervicals, l'atles i l'axis entre elles
  - 12 vèrtebres dorsals
  - 5 vèrtebres lumbars
  - El sacre i el còccix
- La caixa toràcica (12 parells de costelles i l'estèrnum), i
- El crani (22 ossos i 7 ossos associats).

L'esquelet axial transmet el pes del cap, el tronc i les extremitats superiors cap avall cap a les extremitats inferiors en els malucs i, per tant, és responsable de la posició vertical del cos humà. La majoria del pes corporal es troba al davant de la columna vertebral que, per tant, té els músculs erectors espinals i una gran quantitat de lligament ancorats a ells, que donen a la columna la seva forma corbada característica.

### L'esquelet apendicular

L'esquelet apendicular

L'esquelet apendicular (126 ossos) està format per:
- La cintura escapular (4 ossos):
  - 2 omòplats i 2 clavícules
- Les extremitats superiors (60 ossos):
  - 2 húmers, 2 cúbits i 2 radis
  - 16 carps, 10 metacarps i 28 falanges
- La cintura pelviana (2 ossos):
  - 2 coxals
- Les extremitats inferiors (60 ossos):
  - 2 fèmurs, 2 ròtules, 2 tíbies i 2 peronés
  - 14 tarsos, 10 metatarsians i 28 falanges

L'esquelet apendicular fa possible la locomoció i protegeix els principals òrgans de la locomoció, digestió, excreció i reproducció.

## Funcions
L'esquelet té cinc funcions principals:
- Suport: L'esquelet proporciona el marc que suporta el cos i en manté la forma. La pelvis i els lligaments i músculs associats proporcionen una base per a les estructures pelvianes. Sense les costelles, els cartílags costals i els músculs intercostals, els pulmons no podrien funcionar.
- Moviment: Les articulacions entre els ossos permeten el moviment; algunes d'elles permeten un ventall més ampli de moviments que altres. El moviment és possible gràcies als músculs de l'esquelet, que estan ancorats en diversos llocs dels ossos. Els músculs, els ossos i les articulacions constitueixen la principal mecànica del moviment, coordinats tots ells pel sistema nerviós.
- Protecció: L'esquelet protegeix molts òrgans vitals:
  - El crani protegeix el cervell, els ulls i l'orella mitjana i interna.
  - La columna vertebral protegeix la medul·la espinal.
  - La caixa toràcica, la columna vertebral, i l'estèrnum protegeixen els pulmons, el cor i els principals vasos sanguinis.
  - Les clavícules i les escàpules protegeixen les espatlles.
  - L'ílium i la columna vertebral protegeixen els sistemes digestiu i urogenital i els malucs.
  - La ròtula i el cúbit protegeixen, respectivament, el genoll i el colze.
  - Els carps i tarsos protegeixen, respectivament, els canells i els turmells.
- Producció de cèl·lules sanguínies: L'esquelet és on es produeix l'hematopoesi, que té lloc en la medul·la òssia, a l'interior dels ossos llargs.
- Emmagatzematge: Els ossos poden emmagatzemar calci, i estan involucrats en el metabolisme del calci, mentre que la medul·la òssia pot emmagatzemar ferro en forma de ferritina, i està involucrada en el metabolisme humà del ferro. Tanmateix, els ossos no estan formats completament de calci, sinó d'una barreja de sulfat de condroitina i hidroxiapatita, la qual constitueix el 70% de l'os.
- Regulació hormonal: Les cèl·lules òssies alliberen una hormona anomenada osteocalcina, que contribueix a la regulació del sucre en sang (glucosa) i del greix. L'osteocalcina augmenta la secreció d'insulina com la sensibilitat, a més d'incrementar el nombre de cèl·lules productores d'insulina i de reduir els dipòsits de greix.